# Костылев, Владимир Иванович
Владимир Иванович Костылев (17 января 1899, посад Добрянка, Черниговская губерния, Российская империя — 2 мая 1970, Москва, СССР) — советский военачальник, генерал-полковник (25.05.1959).

## Биография
Родился  1899 году в посад Добрянка,  ныне Репкинского района Черниговской области, Украина.
В Красной армии с  1919 по 1924 гг.  Участник Гражданской войны. В 1921 году, за боевые отличия в боях военком 23-го стрелкового полка Костылев  был награждён орденом Красного Знамени  (Приказ РВСР № 57: 1921 г.).
С началом Великой Отечественной войны в 1941 году вновь призван в РККА был представителем Военного Совета армии в 348-й стрелковой дивизии,  начальником 1-го отдела оперативного управления штаба 31-й армии, начальником оперативного управления Степного, позже 2-го Украинского (1943-44) и 1-го Украинского (1944-45) фронтов.
За Берлинскую и Пражскую операции был представлен к званию Герой Советского Союза, но был награждён орденом Суворова I степени.
После окончания Великой Отечественной войны продолжил службу в Советской Армии.
В 1953-60 был начальником штаба Прикарпатского военного округа.
В 1959 году Костылеву было присвоено воинское звание генерал-полковник.
Умер  в 1970 году. Похоронен в Москве на Новодевичьем кладбище

## Награды
СССР
- два ордена Красного Знамени (1921, 30.12.1956[7])
- орден Суворова I степени (29.05.1945)
- орден Кутузова I степени  (06.04.1945)
- орден Суворова II степени (11.08.1944)
- два ордена Кутузова II степени  (19.01.1944, 18.12.1956)
- орден Отечественной войны I степени (29.08.1943 )[8]
- два ордена Красной звезды (21.02.1942 [9], 15.11.1950[7])
- медали СССР

Других государств
- орден Белого льва «За Победу» II степени (ЧССР)
- Военный крест 1939 года (ЧССР)
- кавалер рыцарского ордена «Виртути Милитари» (ПНР)
- орден «Крест Грюнвальда» III степени  (ПНР)
- медаль «Победы и Свободы» (ПНР)
- медаль «За Варшаву 1939—1945» (ПНР)
- медаль «За Одру, Нису и Балтику» (ПНР)